# Sergio Fumagalli
Sergio Fumagalli (Milano, 20 maggio 1954) è un politico italiano.

## Biografia
Fin dagli anni '80 è consigliere comunale e assessore a Seveso con il Partito Socialista Italiano, rimanendo in carica fino al 1994. 
Dopo lo scioglimento del PSI, aderisce ai Socialisti Italiani, con i quali nell'aprile 1996 viene eletto - nella lista Rinnovamento Italiano - alla Camera dei Deputati nella XIII legislatura. A dicembre dello stesso anno con gli altri parlamentari socialisti lascia RI, dando vita alla componente socialista del gruppo misto. Nel 1998 confluisce nei Socialisti Democratici Italiani.
Nel 2001 è il candidato dell'Ulivo nel collegio uninominale della Camera di Melzo, ottiene il 42,7% e viene sconfitto da Carlo Taormina del centrodestra, terminando il proprio mandato parlamentare.